# Hibiscus furcellatoides
Hibiscus furcellatoides är en malvaväxtart som beskrevs av Bénédict Pierre Georges Hochreutiner. Hibiscus furcellatoides ingår i Hibiskussläktet som ingår i familjen malvaväxter. Inga underarter finns listade i Catalogue of Life.